# Paus Johannes-Paulus II-brug
De Paus Johannes-Paulus II-brug (Duits: Papst-Johannes-Paul-II.-Brücke of Stadtbrücke, Pools: Most Papieża Jana Pawła II) is een internationale brug over de Neisse tussen het Duitse Görlitz en het Poolse Zgorzelec. De brug werd in 1875 gebouwd als Reichenberger Brücke op de route naar de Tsjechische stad Liberec (Duits: Reichenberg). In de DDR-tijd was het de Brücke der Freundschaft.

## Afbeeldingen

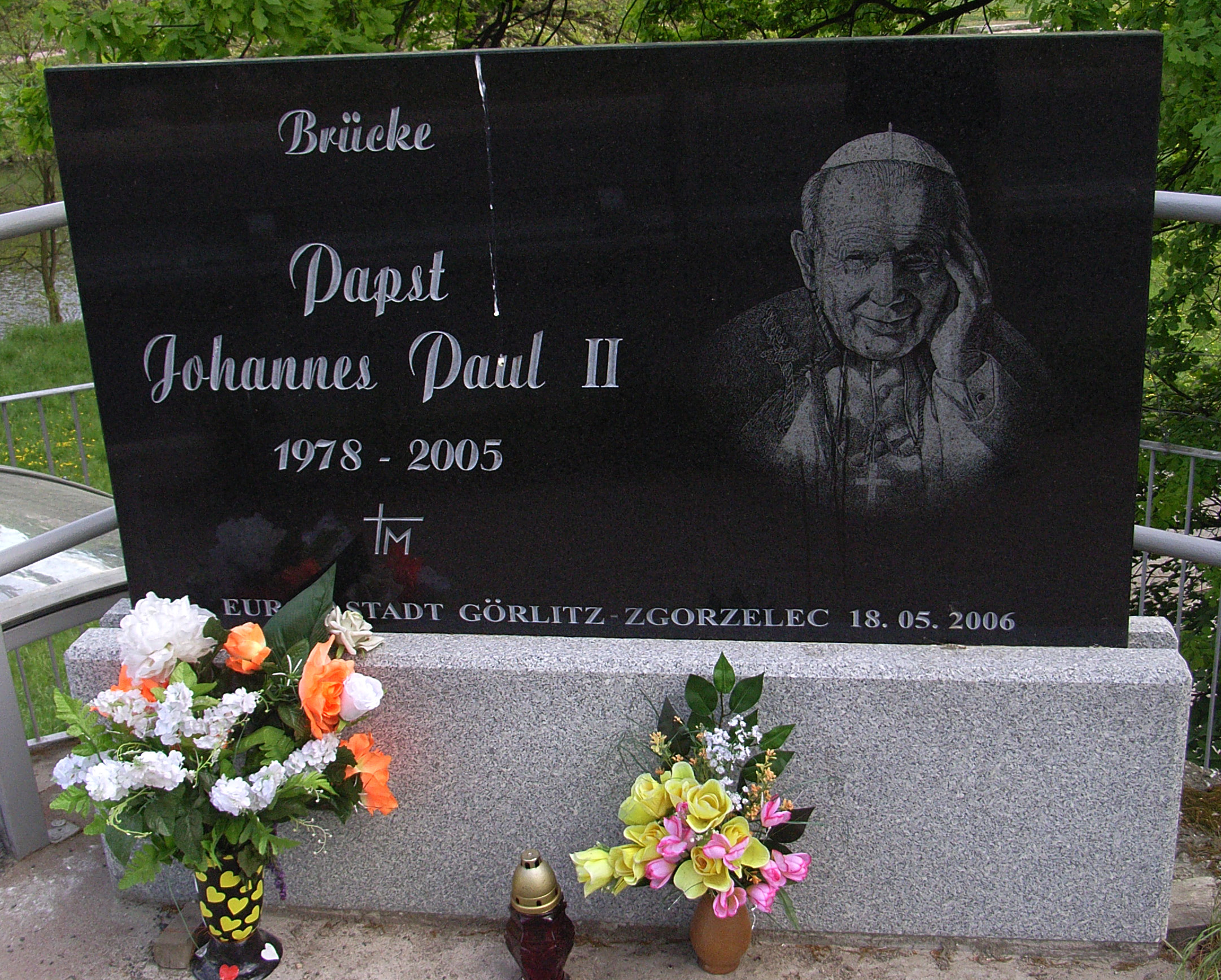
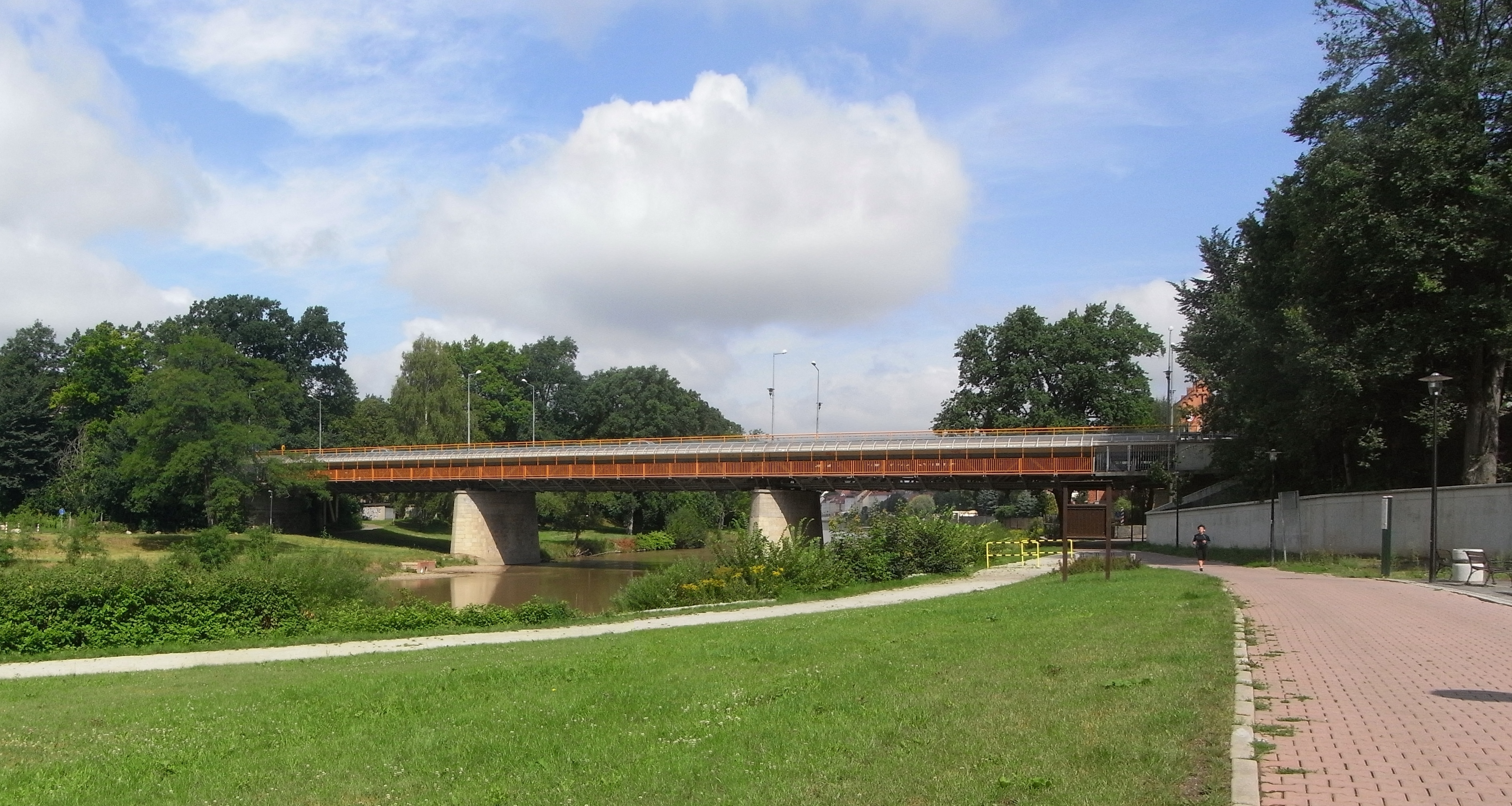
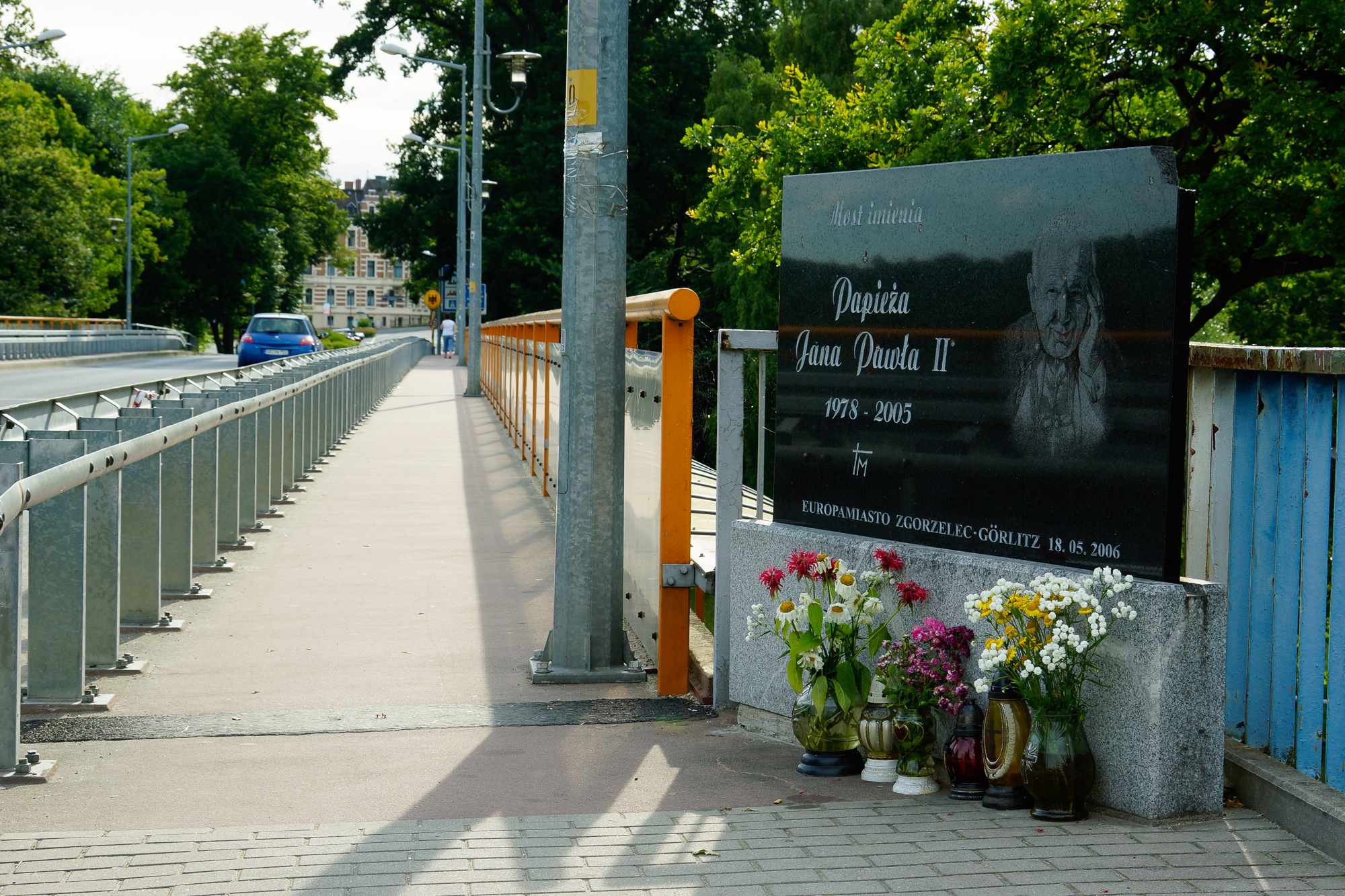